# Click Airways
Click Airways is een Kirgizische luchtvrachtmaatschappij met haar thuisbasis in Bisjkek. Click Airways is een van de maatschappijen die wegens beoogde onveiligheid op de Europese Zwarte Lijst van luchtvaartmaatschappijen staat, en mag daarom niet op Europese Luchthavens vliegen.

## Geschiedenis
Click Airways is opgericht in 2003.

## Diensten
Click Airways onderhoudt vrachtvluchten naar:(juli 2006)
Bagdad, Bisjkek, Kabul, Sharjah.

## Vloot
De vloot van Click Airways bestaat uit:(feb.2007)
- 1 Ilyushin Il-76T
- 4 Ilyushin Il-76TD
- 1 Antonov An-12BP
- 1 Antonoc An-12T
- 1 Antonov An-12V

## Voetnoten
1. ↑  Zwarte lijst ec.europa.eu (2008)